# Paradosso dei due bambini
Viene detto paradosso dei due bambini un celebre quesito della teoria della probabilità, apparentemente semplice ma in realtà ambiguo e il cui studio porta a una risposta controintuitiva. Esso è spesso citato per mettere in evidenza la facilità con la quale nell'ambito della probabilità può nascere confusione anche in contesti che a prima vista sembrano nient'affatto complicati da analizzare.
Il nome con cui viene chiamato comunemente questo problema viene dall'inglese "Boy or Girl paradox".

## Quesito
Il quesito in questione è, in una delle prime formulazioni (proposta da Martin Gardner sulle pagine del Scientific American): "Il signor Smith ha due bambini. Almeno uno dei due è un maschio. Qual è la probabilità che entrambi i bambini siano maschi?" Vengono fatte le ipotesi semplificative che i due sessi siano equiprobabili (in realtà nascono un po' più maschi) e che i sessi dei due figli siano stocasticamente indipendenti (in realtà è un po' più probabile che i due figli siano dello stesso sesso).
La risposta intuitiva è che se, poniamo, è maschio il primo bambino, la probabilità che anche l'altro lo sia è 1/2=50%.

## Soluzioni
In realtà, come riconosciuto da Gardner stesso, la domanda è posta in modo ambiguo (è facile pensare che con "almeno uno" si intenda "sicuramente uno che ho chiaramente individuato - ed eventualmente anche l'altro"), e una possibile riformulazione - intuitivamente equivalente - che non dia adito ad ambiguità è la seguente:
"Il signor Smith ha due bambini. Non sono due femmine. Qual è la probabilità che entrambi i bambini siano maschi?"
Non è difficile, utilizzando semplici strumenti di probabilità classica, scoprire che la risposta è allora 1/3=33,3%.
Di seguito le possibili combinazioni dei figli che rispettano le condizioni date:
| Figlio 1 | Figlio 2 |
| -------- | -------- |
| Femmina  | Femmina  |
| Femmina  | Maschio  |
| Maschio  | Femmina  |
| Maschio  | Maschio  |

Un altro modo di giungere alla soluzione è il seguente:
In un parco pubblico, incontriamo il sig. Rossi che passeggia assieme a un ragazzo. Dopo averlo salutato e esserci allontanati un po’, il mio amico Brando mi propone il seguente rompicapo: il sig. Rossi ha due figli. Quante probabilità ci sono che anche l’altro figlio sia maschio, dato che uno dei due, come abbiamo visto, è maschio?
Stiamo parlando della probabilità condizionata, cioè della probabilità che un dato evento che chiamiamo A si verifichi (nel nostro caso l’evento A è anche l’altro figlio sia maschio) in funzione del fatto che un altro evento che chiamiamo B e ad esso collegato si sia verificato (come nel caso nostro) o che si possa verificare. L’evento B è uno dei due è certamente maschio. L’evento A è detto evento condizionato, mentre l’evento B è detto evento condizionante.
Quindi, riformulando la domanda di Brando, diremo:
Quante probabilità ci sono che si verifichi l’evento A, dopo che si è verificato l’evento B?
Prima di provare a risolvere il rompicapo del nostro amico Brando, facciamo un passo indietro, Iniziando col dire che in natura, tutte le combinazioni possibili, dati due figli, sono le seguenti:
maschio/maschio, maschio/femmina, femmina/maschio, femmina/femmina.
Molto probabilmente, alcuni avranno invece pensato a qualcosa del genere:
o sono entrambi maschi, o sono entrambe femmine, oppure sono maschio e femmina.
Tuttavia, solo la prima formulazione è quella che ci aiuterà a risolvere il rompicapo, e cioè
maschio/maschio, maschio/femmina, femmina/maschio, femmina/femmina.
Un esempio renderà tutto molto più chiaro. Immaginiamo di avere due dadi (i due figli) e che il numero pari significhi maschio, mentre il numero dispari significhi femmina.
Vediamo prima la differenza tra risultato e combinazione.
Lanciando i dadi, posso ottenere 11 risultati: 2,3,4,5,6,7,8,9,10,11,12.
Ma attenzione! Le combinazioni sono invece 36.
Ecco le combinazioni, aiutandoci con una tabella:
| Secondo dado → | 1   | 2   | 3   | 4   | 5   | 6   |
| Primo dado ↓   |     |     |     |     |     |     |
| 1              | 1/1 | 1/2 | 1/3 | 1/4 | 1/5 | 1/6 |
| 2              | 2/1 | 2/2 | 2/3 | 2/4 | 2/5 | 2/6 |
| 3              | 3/1 | 3/2 | 3/3 | 3/4 | 3/5 | 3/6 |
| 4              | 4/1 | 4/2 | 4/3 | 4/4 | 4/5 | 4/6 |
| 5              | 5/1 | 5/2 | 5/3 | 5/4 | 5/5 | 5/6 |
| 6              | 6/1 | 6/2 | 6/3 | 6/4 | 6/5 | 6/6 |

Capiamo meglio la differenza tra risultato e combinazione con un esempio. Prendiamo il risultato 7. Lo posso ottenere con le seguenti combinazioni (il primo numero è il primo dado, il secondo numero è il secondo dado):
1/6, 2/5, 3/4, 4/3, 5/2 e 6/1
Ben sei combinazioni (su 36)!
Vediamo il risultato 10.
4/6, 5/5, 6/4
Solo 3 combinazioni (su 36)
Torniamo al nostro esempio (tratteremo subito dopo anche il rompicapo)
Avevamo supposto i due dadi essere i due figli e i risultati pari corrispondere a “maschio” (i dispari corrispondono a “femmina”).
Quindi le combinazioni con due numeri pari corrispondono a “due figli maschi”, le combinazioni con due numeri dispari corrispondono a “due figlie femmine” e le rimanenti a “maschio e femmina” o “femmina e maschio”. Più precisamente, primo numero pari/secondo numero dispari corrisponde a maschio/femmina mentre primo numero dispari/secondo numero pari corrisponde a femmina/maschio.
Iniziamo da due numeri pari:
| Secondo dado → | 1   | 2   | 3   | 4   | 5   | 6   |
| Primo dado ↓   |     |     |     |     |     |     |
| 1              | 1/1 | 1/2 | 1/3 | 1/4 | 1/5 | 1/6 |
| 2              | 2/1 | 2/2 | 2/3 | 2/4 | 2/5 | 2/6 |
| 3              | 3/1 | 3/2 | 3/3 | 3/4 | 3/5 | 3/6 |
| 4              | 4/1 | 4/2 | 4/3 | 4/4 | 4/5 | 4/6 |
| 5              | 5/1 | 5/2 | 5/3 | 5/4 | 5/5 | 5/6 |
| 6              | 6/1 | 6/2 | 6/3 | 6/4 | 6/5 | 6/6 |

Sono in tutto 9 (su 36).
Adesso, grassettiamo i due numeri dispari
| Secondo dado → | 1   | 2   | 3   | 4   | 5   | 6   |
| Primo dado ↓   |     |     |     |     |     |     |
| 1              | 1/1 | 1/2 | 1/3 | 1/4 | 1/5 | 1/6 |
| 2              | 2/1 | 2/2 | 2/3 | 2/4 | 2/5 | 2/6 |
| 3              | 3/1 | 3/2 | 3/3 | 3/4 | 3/5 | 3/6 |
| 4              | 4/1 | 4/2 | 4/3 | 4/4 | 4/5 | 4/6 |
| 5              | 5/1 | 5/2 | 5/3 | 5/4 | 5/5 | 5/6 |
| 6              | 6/1 | 6/2 | 6/3 | 6/4 | 6/5 | 6/6 |

Sono di nuovo 9 (su 36).
Evidenziamo in grassetto la combinazione maschio/femmina, rappresentata dal primo numero pari e dal secondo dispari. 
| Secondo dado → | 1   | 2   | 3   | 4   | 5   | 6   |
| Primo dado ↓   |     |     |     |     |     |     |
| 1              | 1/1 | 1/2 | 1/3 | 1/4 | 1/5 | 1/6 |
| 2              | 2/1 | 2/2 | 2/3 | 2/4 | 2/5 | 2/6 |
| 3              | 3/1 | 3/2 | 3/3 | 3/4 | 3/5 | 3/6 |
| 4              | 4/1 | 4/2 | 4/3 | 4/4 | 4/5 | 4/6 |
| 5              | 5/1 | 5/2 | 5/3 | 5/4 | 5/5 | 5/6 |
| 6              | 6/1 | 6/2 | 6/3 | 6/4 | 6/5 | 6/6 |

Sono 9 (su 36).
Inutile rubare spazio con la quarta tabella: è evidente che la combinazione numero dispari/numero pari corrispondente a femmina/maschio sono di nuovo 9 su 36.
9 su 36 significa 9 diviso 36, cioè ¼. In termini percentuali si può scrivere .25 oppure 25%.
Abbiamo pertanto le seguenti probabilità, dati due figli:
che entrambi siano maschi il 25%
che entrambe siano femmine il 25%
che il primo sia maschio e la seconda femmina il 25%
che la prima sia femmina e il secondo maschio il 25%.
Passiamo adesso al rompicapo.
Poiché almeno uno dei due figli è maschio, come abbiamo visto, una cosa è certa: il sig. Rossi non ha due figlie femmine. Rimangono pertanto tre possibilità: entrambi maschi, il primo maschio e la seconda femmina e la prima femmina e il secondo maschio. Le combinazioni possibili viste in precedenza con l’ausilio delle tabelle, si riducono da 36 a 27, poiché dobbiamo eliminare le combinazioni primo numero dispari/secondo numero dispari, corrispondente a femmina/femmina.
La combinazione maschio/maschio è pari a 9 su 27, pari a 1/3 o 33,33%, che è anche la soluzione al nostro rompicapo.
Alcune importanti precisazioni
Poniamo il caso che quel giorno non avessimo incontrato il sig. Rossi e che Brando mi avesse posto la seguente domanda:
Un mio conoscente, il sig. Rossi, ha due figli. Quante probabilità ci sono che siano entrambi maschi?
In questo caso non si tratta di un problema di probabilità condizionata (o distribuzione di probabilità a posteriori) ma di un problema di distribuzione di probabilità a priori.
Poiché a priori, cioè null’altro dato se non il puro dato statistico, la probabilità che dati due figli, entrambi siano maschi è pari al 25%, la risposta non può che essere questa.
Si osservi che questo cosiddetto paradosso non ha nulla a che vedere con il fatto che in natura il numero di figli maschi sia diverso dal numero di figlie femmine; si assume invece che la probabilità di un figlio maschio sia a priori uguale a quella di una figlia femmina: 1/2.

## Una domanda simile con risposta corretta pari a 1/2
L'ambiguità è nell'espressione "almeno un bambino", che porta a intendere questo "paradosso" nella seguente formulazione, in apparenza equivalente:
sapendo che una famiglia ha esattamente due bambini, dei quali il primo è un maschio, quant'è la probabilità che l'altro bambino sia una femmina?
In questo caso la risposta intuitiva (1/2=50%) è corretta. Infatti in metà delle famiglie (casi 1 e 2) il primo figlio è maschio e di queste nella metà dei casi (caso 1) anche il secondo è maschio.
Di seguito le possibili combinazioni dei figli che rispettano le diverse condizioni poste:
| Figlio maggiore | Figlio minore |
| --------------- | ------------- |
| Femmina         | Femmina       |
| Femmina         | Maschio       |
| Maschio         | Femmina       |
| Maschio         | Maschio       |

Ma con le parole "almeno un bambino", non stiamo individuando uno dei due figli in particolare (cioè se è il primo o il secondo). Le parole "l'altro bambino" invece ci portano spontaneamente a immaginare che l'"almeno uno" indichi un bambino specifico (ad esempio che chi ci pone la domanda ne abbia chiaro in mente il volto e se è il primo o il secondo) e a forzare quindi il significato della prima parte della domanda.

## Un'altra domanda simile con risposta corretta pari a 1/2
Un'altra domanda simile è la seguente:
"In un mondo nel quale tutte le famiglie hanno esattamente due bambini (p.es. nell'associazione "Famiglie con due figli"), incontrando un maschietto, quant'è la probabilità che abbia una sorella?
Anche in questo caso è stato identificato il figlio, per cui vanno esclusi i casi: Femmina Femmina e Femmina Maschio.

## Studio scientifico
Fox & Levav nel 2004 hanno sottoposto ad un test alcuni volontari, ponendo loro una delle seguenti due domande:
- «Il signor Smith dice: "Ho due bambini ed almeno uno è un maschio." Considerando questa informazione, qual è la probabilità che l'altro bambino sia un maschio?»
- «Il signor Smith dice: "Ho due bambini e non sono entrambi femmine." Considerando questa informazione, qual è la probabilità che entrambi i bambini siano maschi?»

I due studiosi hanno riportato che l'85% delle persone che hanno risposto alla prima domanda, hanno fornito come risposta 1/2 considerando solo 2 possibili combinazioni, ingannati dalle parole "l'altro bambino".
Alla seconda domanda, solamente il 39% ha risposto 1/2. 
Gli studiosi hanno così dimostrato che pur essendo (a livello di calcolo delle probabilità) la stessa domanda con gli stessi casi da considerare, la diversa formulazione ha ridotto l'ambiguità e di conseguenza le risposte errate del 46%.